# Myriam Casanova
| Posities op de WTA-ranglijst Positie per einde seizoen: \| jaar \| rang enkelspel \| rang dubbelspel \| \| ---- \| -------------- \| --------------- \| \| 2000 \| 947 \| – \| \| 2001 \| 342 \| 474 \| \| 2002 \| 54 \| 183 \| \| 2003 \| 102 \| 46 \| \| 2004 \| 121 \| 58 \| \| \| \| \| \| 2010 \| 793 \| – \| \| 2011 \| 818 \| – \| |                |                 |
| jaar | rang enkelspel | rang dubbelspel |
| 2000 | 947            | –               |
| 2001 | 342            | 474             |
| 2002 | 54             | 183             |
| 2003 | 102            | 46              |
| 2004 | 121            | 58              |
| |                |                 |
| 2010 | 793            | –               |
| 2011 | 818            | –               |

Myriam Casanova (Altstätten, 20 juni 1985) is een voormalig professioneel tennisspeelster uit Zwitserland. Casanova begon met tennis toen zij vijf jaar oud was. Zij heeft een oudere zuster Daniela Casanova die eveneens actief was in het proftennis. Haar favoriete ondergrond is hardcourt. Zij speelt rechtshandig en heeft een tweehandige backhand. Zij was actief in het proftennis van 1999 tot halverwege 2011.

## Loopbaan

### Enkelspel
Op veertienjarige leeftijd (1999) nam Casanova voor het eerst deel aan een ITF-toernooi, in Schlieren (Zwitserland). In de jaren 2000–2002 speelde zij incidenteel in volwassenentoernooien (en won in die periode zelfs vier ITF-titels), maar daarnaast was zij actief in het juniorencircuit. In mei 2002 bereikte zij de derde plaats op de wereldranglijst voor junioren, na het winnen van (onder meer) de Australian Hardcourt Junior Championships en twee toernooien in Brazilië (waar zij onder meer in de finale won van Barbora Strýcová).
In 2002 werd Casanova voor het eerst toegelaten tot de hoofdtabel van een WTA-toernooi, in Boedapest – zij stootte meteen door tot de finale. In datzelfde jaar won zij haar enige WTA-titel, op het toernooi van Brussel, waar zij in de finale de als eerste geplaatste Spaanse Arantxa Sánchez Vicario versloeg.
Op de grandslamtoernooien was haar beste resultaat het bereiken van de derde ronde. In april 2003 bereikte zij haar hoogste positie op de WTA-ranglijst: de 45e plaats.

### Dubbelspel
Casanova was in het dubbelspel minder actief dan in het enkelspel. Ook in het dubbelspel debuteerde zij op het ITF-toernooi van Schlieren in 1999. Tot en met 2001 speelde zij alle dubbelspeltoernooien samen met haar zuster Daniela. In 2001 wonnen zij drie ITF-titels.
In 2002 nam Casanova voor het eerst deel aan een WTA-toernooi, samen met de Belgische Elke Clijsters, in Brussel. Op de grandslamtoernooien was haar beste resultaat het bereiken van de halve finale, op het US Open 2003, samen met de Française Marion Bartoli. In 2004 drong zij tweemaal door tot een WTA-finale maar zij wist deze niet winnend af te sluiten. Na een tweede ronde op Roland Garros, een kwartfinale in Eastbourne en een tweede ronde op Wimbledon, bereikte zij in juli 2004 haar hoogste positie op de WTA-ranglijst: de 19e plaats. Een maand later nam zij deel aan de Olympische Spelen in Athene – samen met Patty Schnyder bereikte zij de tweede ronde.

### Tennis in teamverband
In de periode 2001–2005 maakte Casanova deel uit van het Zwitserse Fed Cup-team – zij behaalde daar een winst/verlies-balans van 13–9.

### Ziektereces
Een sluipende hormoonziekte dwong haar in de loop van 2004 te stoppen met professionele toernooien. Alleen aan de Fed Cup nam zij nog deel in 2005. In november 2009 keerde zij terug in het profcircuit, maar alleen op ITF-niveau. Zowel in 2010 als in 2011 won zij nog een ITF-enkelspeltitel. Na mei 2011 heeft zij niet meer aan toernooien deelgenomen.

## Palmares
| Legenda                |
| ---------------------- |
| Grandslamtoernooi      |
| Olympische Spelen      |
| Year-End Championships |
| Tier I                 |
| Tier II                |
| Tier III               |
| Tier IV & V            |

### WTA-finaleplaatsen enkelspel
| nr.              | finale     | toernooi      | ondergrond | tegenstandster          | score         |         |
| ---------------- | ---------- | ------------- | ---------- | ----------------------- | ------------- | ------- |
| gewonnen finales |            |               |            |                         |               |         |
| 1.               | 2002-07-14 | WTA Brussel   | gravel     | Arantxa Sánchez Vicario | 4-6, 6-2, 6-1 | details |
| verloren finales |            |               |            |                         |               |         |
| 1.               | 2002-04-21 | WTA Boedapest | gravel     | Martina Müller          | 2-6, 6-3, 4-6 | details |

### WTA-finaleplaatsen vrouwendubbelspel
| nr.              | finale     | toernooi          | ondergrond | partner          | tegenstandsters                   | score         |         |
| ---------------- | ---------- | ----------------- | ---------- | ---------------- | --------------------------------- | ------------- | ------- |
| gewonnen finales |            |                   |            |                  |                                   |               |         |
| geen             |            |                   |            |                  |                                   |               |         |
| verloren finales |            |                   |            |                  |                                   |               |         |
| 1.               | 2004-02-22 | WTA Antwerpen     | tapijt (i) | Eléni Daniilídou | Cara Black Els Callens            | 2-6, 1-6      | details |
| 2.               | 2004-04-11 | WTA Amelia Island | gravel     | Alicia Molik     | Nadja Petrova Meghann Shaughnessy | 6-3, 2-6, 5-7 | details |

### Gewonnen ITF-toernooien enkelspel
| nr. | finale     | toernooi  | dotatie | ondergrond | tegenstandster in finale | score         |
| --- | ---------- | --------- | ------- | ---------- | ------------------------ | ------------- |
| 1.  | 2001-05-06 | Nitra     | $10.000 | gravel     | Anna Bastrikova          | 6-1, 6-3      |
| 2.  | 2001-09-30 | Belgrado  | $10.000 | gravel     | Antonela Voina           | 7-5, 6-0      |
| 3.  | 2001-10-07 | Novi Sad  | $10.000 | gravel     | Daniela Casanova         | 6-4, 7-5      |
| 4.  | 2002-06-16 | Vaduz     | $25.000 | gravel     | Chanelle Scheepers       | 6-1, 6-3      |
| 5.  | 2010-06-27 | Davos     | $10.000 | gravel     | Viktoria Kamenskaya      | 6-3, 4-6, 6-4 |
| 6.  | 2011-03-20 | Fällanden | $10.000 | tapijt (i) | Diāna Marcinkēviča       | 6-3, 6-4      |

### Gewonnen ITF-toernooien dubbelspel
| nr. | finale     | toernooi | dotatie | ondergrond | partner          | tegenstandsters in finale       | score    |
| --- | ---------- | -------- | ------- | ---------- | ---------------- | ------------------------------- | -------- |
| 1.  | 2001-09-23 | Zadar    | $10.000 | gravel     | Daniela Casanova | Barbora Machovská Šárka Šnorová | 6-2, 6-2 |
| 2.  | 2001-09-30 | Belgrado | $10.000 | gravel     | Daniela Casanova | Dragana Ilić Ljiljana Nanušević | 6-2, 7-5 |
| 3.  | 2001-10-07 | Novi Sad | $10.000 | gravel     | Daniela Casanova | Ana Četnik Ljiljana Nanušević   | 6-1, 6-1 |

## Resultaten grandslamtoernooien
| Legenda | Legenda                          |
| ------- | -------------------------------- |
| g.t.    | geen toernooi gehouden           |
| l.c.    | lagere categorie                 |
| –       | niet deelgenomen                 |
| G       | uitgeschakeld in de groepsfase   |
| 1R      | uitgeschakeld in de eerste ronde |
| 2R      | uitgeschakeld in de tweede ronde |
| 3R      | uitgeschakeld in de derde ronde  |
| 4R      | uitgeschakeld in de vierde ronde |
| KF      | uitgeschakeld in de kwartfinale  |
| HF      | uitgeschakeld in de halve finale |
| F       | de finale verloren               |
| W       | het toernooi gewonnen            |
| w-v     | winst/verlies-balans             |

### Enkelspel
| Toernooi        | 2002 | 2003 | 2004 |
| --------------- | ---- | ---- | ---- |
| Australian Open | –    | 1R   | 1R   |
| Roland Garros   | –    | 1R   | 3R   |
| Wimbledon       | 3R   | 1R   | 1R   |
| US Open         | 2R   | 2R   | 1R   |

### Vrouwendubbelspel
| Toernooi        | 2003 | 2004 |
| --------------- | ---- | ---- |
| Australian Open | 1R   | 3R   |
| Roland Garros   | 2R   | 2R   |
| Wimbledon       | 2R   | 2R   |
| US Open         | HF   | 1R   |

### Gemengd dubbelspel
| Toernooi        | 2004 |
| --------------- | ---- |
| Australian Open | 2R   |
| Roland Garros   | 1R   |
| Wimbledon       | 2R   |
| US Open         | 1R   |